# Ian Michael Smith
Ian Michael Smith (Illinois, 5 de mayo de 1987, Illinois, Estados Unidos) es un actor retirado estadounidense, conocido por su papel protagonista en Simon Birch.

## Biografía
Su baja estatura física de 0,94 m. es el resultado del síndrome de Morquio que padece, un trastorno raro que afecta la enzimática de los sistemas circulatorio, muscular y esquelético.
Un trabajador del hospital de Chicago comentó a los padres del joven Ian Smith sobre una audición para el papel principal en una película que iba a ser rodada en breve. Al igual que Smith, el protagonista de la película tenía el Síndrome de Morquio. 
 Hizo la audición pero no fue elegido, (la película fue The Mighty y Kieran Culkin quien consiguió el papel). Smith fue recomendado para otro papel y sus padres accedieron a permitir su participación en la película tras la lectura de la novela de Irving en la que está basada la película; esta vez en su audición convenció al novato director y fue contratado para el papel protagonista de Simon Birch (1998). Debido a su altura, Smith fue la elección perfecta para interpretar a Simon, que es descrito como siendo tan pequeño cuando nació que su madre no se dio cuenta de que había dado a luz. El debutante actor demostró gran naturalidad ante las cámaras e impresionó a algunos críticos, que encontraron la película en sí sentimental.
Ian se ha sometido a varias operaciones, incluyendo una fusión espinal y dos osteotomías bilaterales. También tiene un hermano, Brian. Ian se graduó en 2005 en Elmhurst, Illinois. Se graduó en el Instituto de Tecnología de Massachusetts en 2009 y en la Universidad de Gallaudet en 2012.

## Filmografía
- Simon Birch, (1998).

## Premios
Critics' Choice Movie Awards
| Año  | Categoría                                  | Película    | Resultado |
| ---- | ------------------------------------------ | ----------- | --------- |
| 1999 | mejor actor infantil en un papel principal | Simon Birch | Ganador   |

Grace Award
| Año  | Categoría                                  | Película    | Resultado |
| ---- | ------------------------------------------ | ----------- | --------- |
| 1999 | mejor actor infantil en un papel principal | Simon Birch | Ganador   |

Young Artist Award
| Año  | Categoría                                  | Película    | Resultado |
| ---- | ------------------------------------------ | ----------- | --------- |
| 1999 | mejor actor infantil en un papel principal | Simon Birch | Candidato |